# 아르보 아스콜라
아르보 아스콜라(핀란드어: Arvo Askola, 1909년 12월 2일 ~ 1975년 11월 23일)는 핀란드의 육상 선수로 주 종목은 10,000m 경기이다. 1936년 베를린 하계 올림픽 10,000m 경기에서 은메달을 획득했다.

## 생애
아스콜라는 1909년에 핀란드 퀴멘락소 지역의 코우볼라의 마을인 발케알라에서 태어났다. 그는 이탈리아의 토리노에서 열린 1934년 유럽 육상 선수권 대회 10,000m 경기에서 은메달을 획득했다.

## 참조
1. ↑  아르보 아스콜라[깨진 링크(과거 내용 찾기)]. sports-reference.com